# Rolex Cellini
La Rolex Cellini, dont le nom est inspiré de l'artiste de la Renaissance, Benvenuto Cellini, est une ligne de montres classiques présentant une touche contemporaine. Les boîtiers sont en or 18 ct et présentent un diamètre classique de 39 mm. Les modèles Cellini sont au nombre de quatre : Cellini Time, Cellini Date, Cellini Dual Time et Cellini Moonphase. Cette dernière est le seul modèle Rolex à afficher le cycle de la Lune,.